# Oridryas angarensis
Oridryas angarensis är en fjärilsart som beskrevs av Caradja 1939. Oridryas angarensis ingår i släktet Oridryas och familjen spinnmalar. Inga underarter finns listade i Catalogue of Life.